# Equair
EquinoxAir S.A.S., operante con il marchio Equair, è una compagnia aerea con sede a Quito, Ecuador.
Dal 10 gennaio 2022 opera voli nazionali tra Quito, Guayaquil e le isole Galápagos. La compagnia aerea ora compete con le controllate ecuadoriane di Avianca e LATAM, nonché con Aero Regional.

## Storia
Equair è stata fondata nell'ottobre 2020 come EquinoxAir. Ha iniziato il suo processo di formazione con le autorità e nel marzo 2021 gli sono state assegnate alcune delle frequenze alle isole Baltra e San Cristóbal che TAME operava prima del suo scioglimento.
Il 16 novembre 2021 l'azienda è stata presentata ufficialmente e il marchio Equair è stato rivelato in un evento che si è svolto al Centro de Convenciones Bicentenario, a Quito.
Il 4 dicembre 2021, Equair ha ricevuto il primo aereo della sua flotta, un Boeing 737-700. Questo aereo è stato portato da Lleida, in Spagna, a Latacunga, in Ecuador, con scali a Reykjavík, in Islanda, e Boston, negli Stati Uniti.
Equair avrebbe dovuto effettuare il suo volo inaugurale tra Quito e Guayaquil il 22 dicembre 2021, ma è stato ritardato a gennaio 2022 a causa dell'epidemia di COVID-19 tra i dipendenti della compagnia.
Il 7 gennaio 2022, la compagnia aerea ha ricevuto il suo certificato di operatore aereo dalla direzione generale dell'aviazione civile ecuadoriana, dopo che è stato effettuato un volo dimostrativo alle isole Galápagos. Quindi, il 10 gennaio 2022, la compagnia aerea ha effettuato il suo volo inaugurale tra Quito e Guayaquil.
Equair ha introdotto il suo programma frequent flyer il 17 maggio 2022 con il nome "Cacao Miles". Oltre all'accumulo di miglia, il programma offre sconti agli affiliati e vantaggi in volo.

## Flotta
A dicembre 2022 la flotta di Equair è così composta: